# Souleymane Dembélé
Souleymane Dembélé (ur. 3 września 1984 w Bamako) – malijski piłkarz grający na pozycji lewego pomocnika.

## Kariera klubowa
Dembélé urodził się w Bamako. Piłkarską karierę rozpoczął w klubie Stade Malien, wywodzącego się z tego miasta i w 2003 roku zadebiutował w lidze malijskiej. W 2005 roku odszedł do Djoliby AC, także pochodzącej z Bamako. W latach 2008–2009 wywalczył dwa mistrzostwa Mali i dwa Puchary Mali. Latem 2009 odszedł do marokańskiego FUS Rabat. W latach 2011–2014 ponownie grał w Stade Malien, a w 2014 przeszedł do AS Onze Créateurs de Niaréla.

## Kariera reprezentacyjna
W reprezentacji Mali Dembélé zadebiutował w 2007 roku. W 2008 został powołany przez selekcjonera Jeana-François Jodara na Puchar Narodów Afryki 2008.